# Maschera di Guy Fawkes

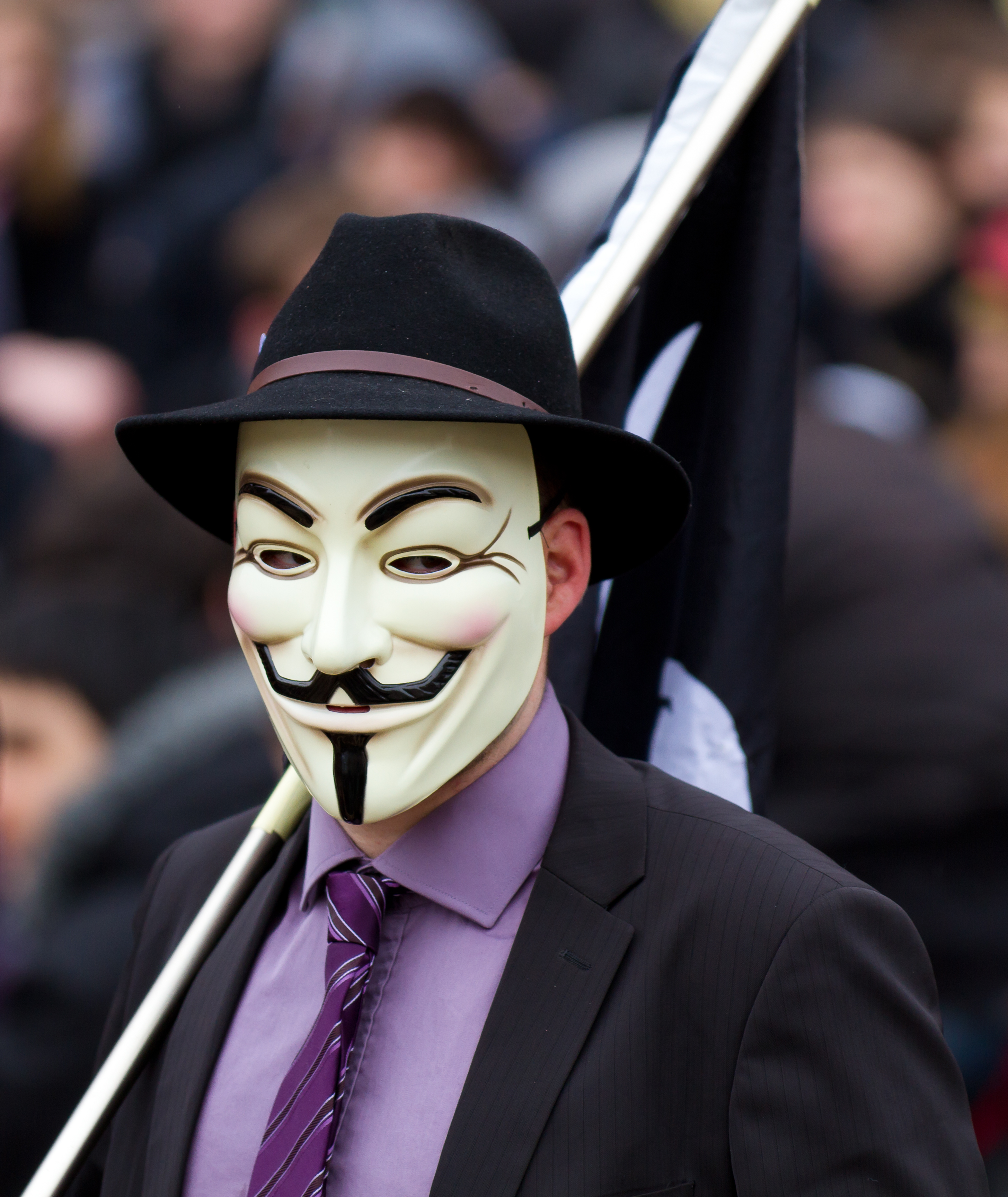
La maschera di Guy Fawkes

La maschera di Guy Fawkes è una rappresentazione del volto di Guy Fawkes, il membro più noto della congiura delle polveri, che tentò di far esplodere la Camera dei Lord a Londra il 5 novembre 1605.

## Storia
L'uso della maschera ha radici molto lontane nella Guy Fawkes Night del Regno Unito.
L'illustratore David Lloyd ne ha creato, nel 1982, una rappresentazione stilizzata con un volto bianco, un sorriso beffardo, le guance rosse, i baffi all'insù e un sottile pizzo, per V, il protagonista della serie a fumetti della DC Comics, V per Vendetta di Alan Moore. La storia è ambientata a Londra, in un futuro distopico in cui il potere è nelle mani di un governo totalitario. In quest'ambiente si muove il protagonista, V, un enigmatico personaggio mascherato in cui il desiderio di libertà si fonde con uno spiccato spirito anarchico.
A rendere famoso in tutto il mondo il personaggio di V e la sua maschera, il film del 2006, V per Vendetta, di James McTeigue, su sceneggiatura delle sorelle Wachowski.
Successivamente, la maschera è diventata il simbolo dell'organizzazione di hackers di Anonymous per poi diffondersi ed essere adottata nelle manifestazioni di proteste contro l'autoritarismo e anticapitaliste, o più in generale come simbolo di rivolta contro il potere costituito. Ciò avvenne per esempio durante le proteste di Occupy Wall Street o contro ACTA o da parte del movimento degli Indignados. È stata usata anche in primavere arabe e scioperi, come simbolo di ribellione. Ha ispirato la somigliante maschera di Salvador Dalí, nella serie La casa di carta.
Nel cinema, dopo V per Vendetta, la maschera è stata utilizzata, come ispirazione per quella della serie televisiva Mr. Robot e in diversi film horror.